# ヤマケラトプス
ヤマケラトプス Yamaceratops は、白亜紀前期の恐竜の一つ。原始的な角竜類でモンゴルのゴビ砂漠に生息していた。
模式種ヤマケラトプス・ドルンゴビエンシス Yamaceratops dorngobiensis はピーター・マコヴィッキーとマーク・ノレルにより、2006年9月に記載された。記載者たちはその動物が系統的位置づけとして新角竜類の中でリャオケラトプスとアルケオケラトプスの間に位置すると考えた 。フリルの研究では、ヤマケラトプスはそれをディスプレイには使われなかったと結論づけられた。化石に残されたヒントは、角竜類のフリルの進化の歴史は考えられているよりずっと複雑であることを示唆するという。
Yamaceratops dorngobiensisの属名はチベット仏教の閻魔ヤマに因み、種小名は｢ゴビ砂漠の東方地域｣を表す。ホロタイプ IGM 100/1315 は部分的な頭骨で成る。他の標本が2002年と2003年に見つかり、同属のものと見なされた。
鳥盤類の化石化した胚が卵殻に入った状態で、ヤマケラトプスの見つかった沈殿層で発見されており、これは本属のものの可能性がある。